# Ясное (Актюбинская область)
Ясное (каз. Ясное) — упразднённое село в Актюбинской области Казахстана. Находилось в подчинении городской администрации Актобе. Входило в состав Каргалинского сельского округа.

## Население
В 1989 году население села составляло 961 человек. По данным на 2011 г, в селе проживало 3280 человек.